# Dipylidium caninum
Dipylidium caninum är en plattmaskart som först beskrevs av Carl von Linné 1758.  Dipylidium caninum ingår i släktet Dipylidium och familjen Dilepididae. Inga underarter finns listade i Catalogue of Life.
Arten har rovdjur som hund eller katt som huvudvärd. Som mellanvärd förekommer loppor och djurlöss. Denna plattmask blir vanligen upp till 50 cm lång och den når ibland en längd av 80 cm. Honor lägger 10 till 30 ägg per tillfälle.

## Bildgalleri

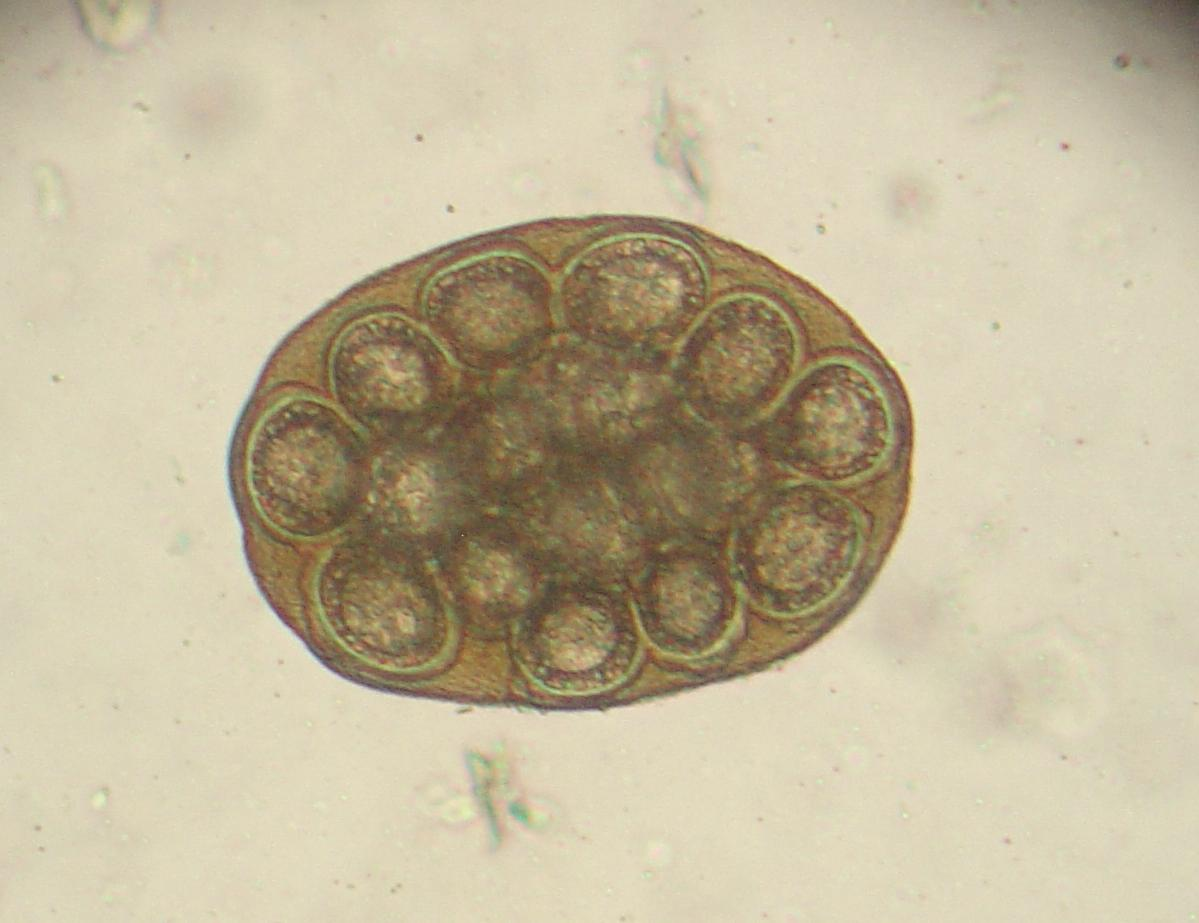
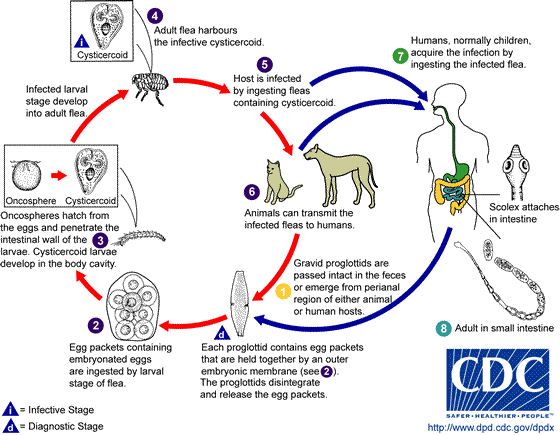
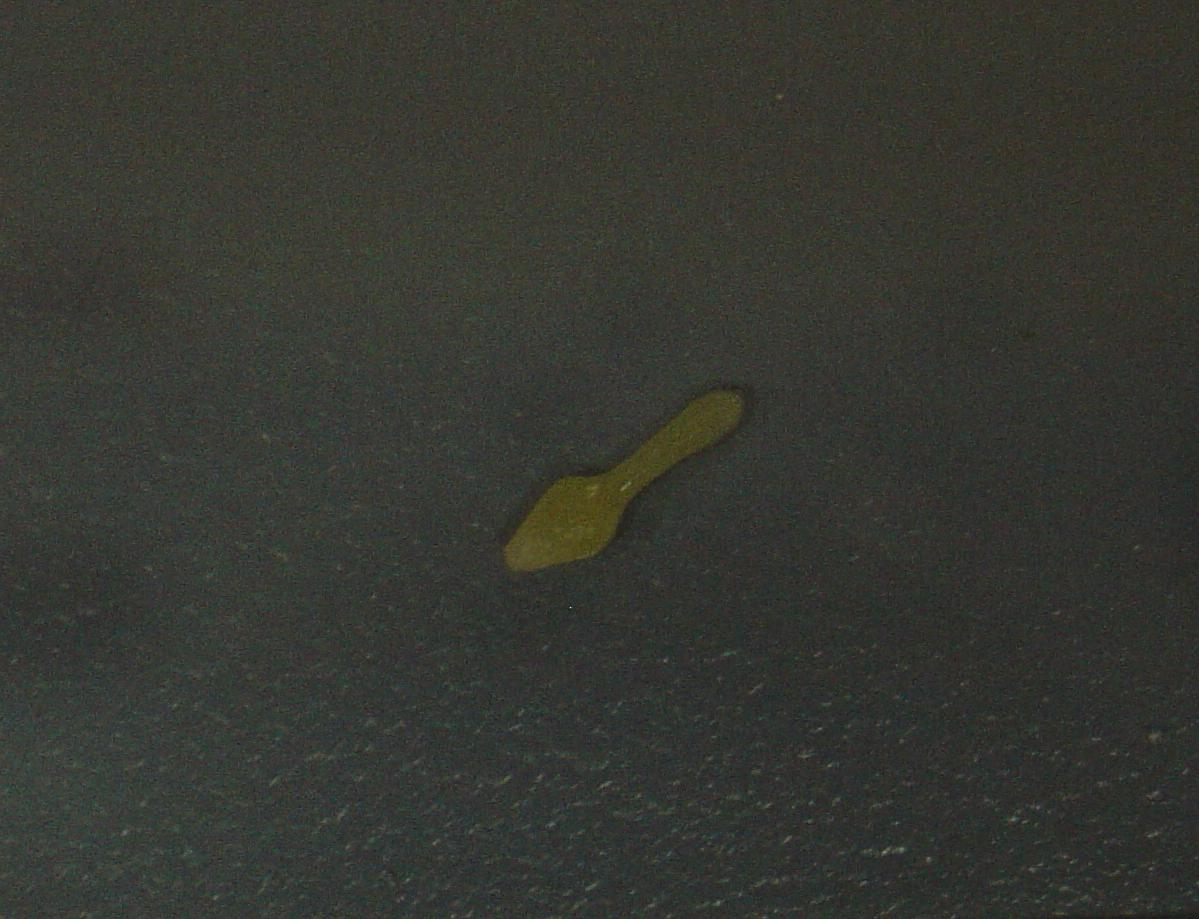
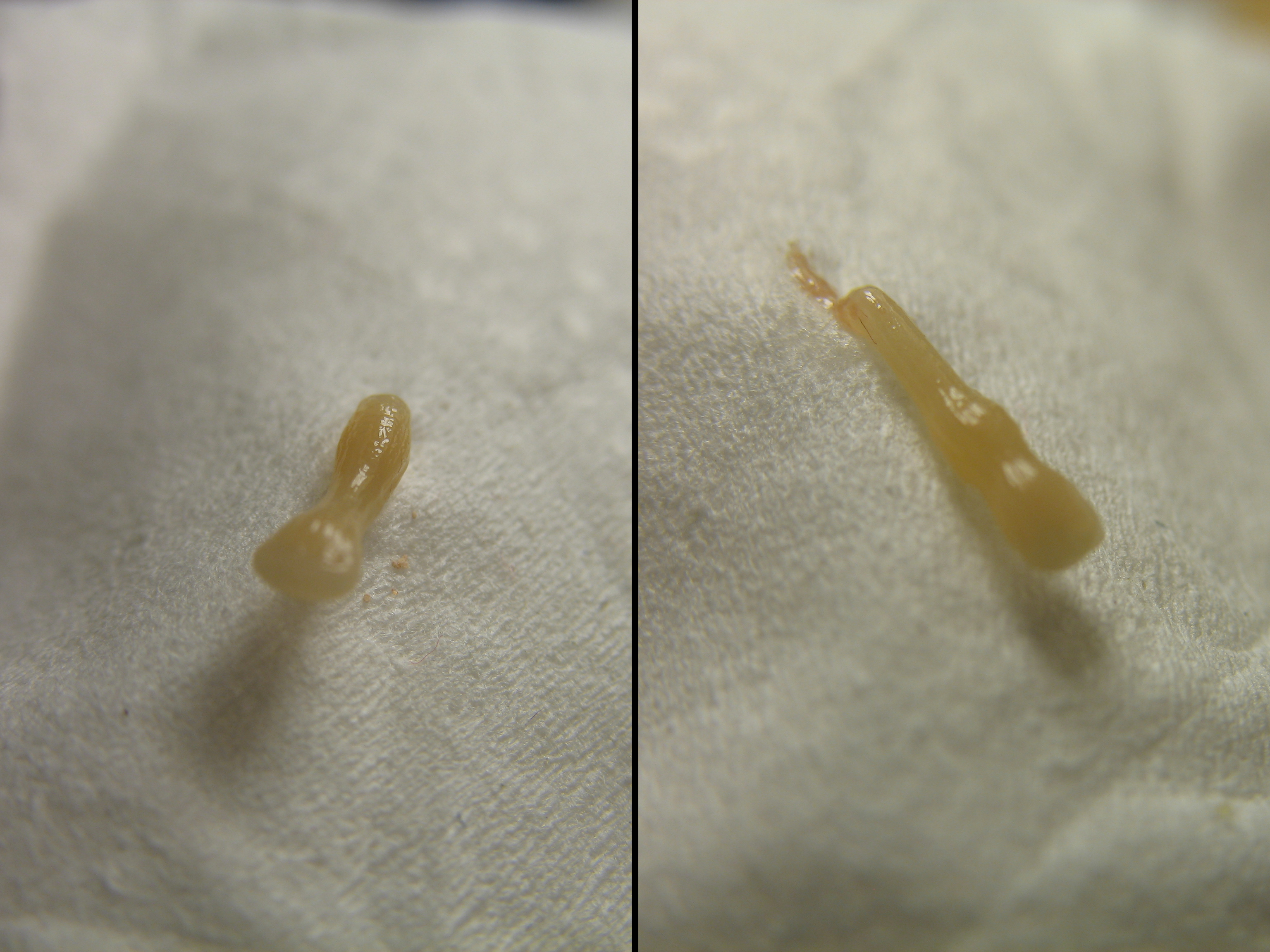
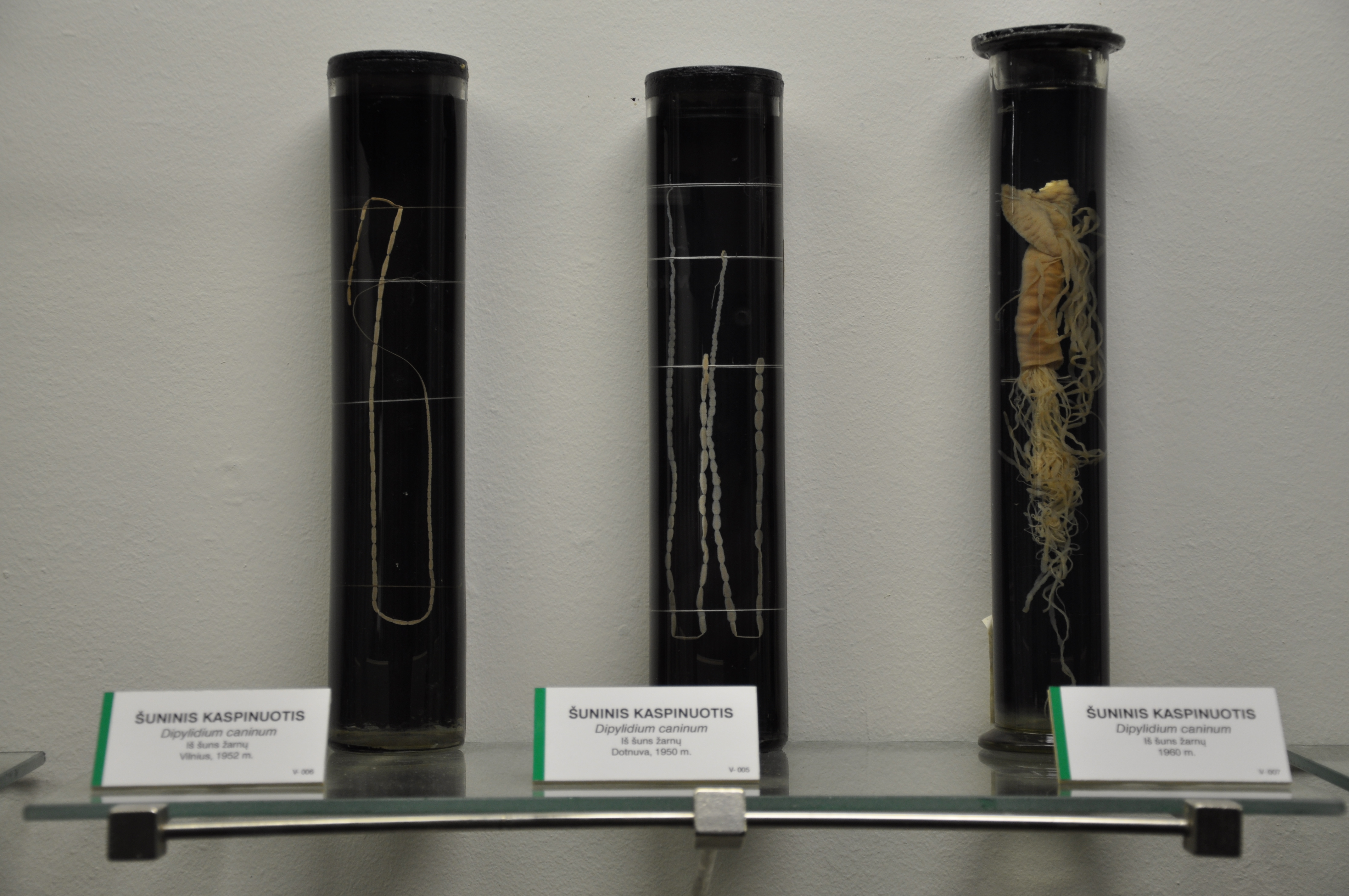
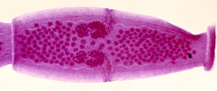